# Камен Поморски
Ка̀мен Помо̀рски (на полски: Kamień Pomorski, местно произношение: Камин Поморски; на немски: Cammin in Pommern) е град в Северозападна Полша, Западнопоморско войводство. Административен център е на Каменски окръг, както и на градско-селската Каменска община. Заема площ от 10,74 km2.

## География
Градът е разположен в северната част на историческата област Източна Померания, на границата между физикогеографските области Тшебятовско крайбрежие и Грифишка равнина. Застроен е край югоизточния бряг на Каменския залив, част от пролива Дживна, при устието на вливащата се в него река Швинец. Центърът на града се намира на 7 километра от Балтийско море и има непряк достъп до морето чрез пролива Дживна. Градът е разположен на около 10 метра надморска височина. В него има солени извори и кални бани, а също така е и център за водни спортове и отдих. Средната годишна температура в района е 8,7 °C. Най-топлият месец е юли и най-студеният е януари. Максималната температура е в диапазона от 32.1 до 33.1 С, с минимум от -18,6 до -19,2 °С. Годишната валежи варират от 550 до 650 mm. Ветрове духат най-вече от югозапад и северозапад.

## История
Камен Поморски е едно от най-старите селища в Померания (на полски: Pomorze; на немски: Pommern). Възниква през IX век като укрепено рибарско и пристанищно поселище в земите на славянското племе волиняни, част от племенния съюз на поморяните. През 967 г. земята на волиняните е превзета от полския княз Мешко I.
През 1124 г. полският княз Болеслав III Кривоусти изпраща християнизаторска мисия в Померания начело с епископ Ото от Бамберг. Резидиращият в Камен първи исторически засвидетелстван померански княз Вартислав I (1106 – 1135) приема християнството и полага васална клетка към полския княз. След него са покръстени членовете на семейството му и жителите на града. В това време са изградени храмовете Св. Успение Богородично и Св. Йоан Кръстител.
Вежен момент от историята на Камен е преместването на седалището на епископията от съседния град Волин. Това се случва през 1175/6 г. и е предизвикано от превземането на Волин от датчаните. Оттогава градът става църковна столица на Померания.
В резултат на датските нападения в периода 1170 – 1185 г. Камен и цяла Померания силно пострадват. От ситуацията се възползва германския император, който в 1181 г. успява да получи васална клетва от померанския княз (херцог) Богуслав II. От 1186 г. в продължение на половин век Померания е васална територия на Дания. В този период Камен губи функцията си на княжеска столица. След оттеглянето на датчаните областта е присъединена трайно към Свещената Римска империя. Започва процес на заселване на немски колонисти и постепенна германизация на градското население.
На 5 януари 1274 г. херцог Барним I (1264 – 1278) дарява града с Любешко градско право. В 1308 г. Камен е опожарен от бранденбургците, като катедралата е разрушена. С възстановяването на града се заема херцог Вартислав IV Вологошчки (1309 – 1326). Изградена е нова укрепителна система а територията около катедралата и епископския дворец е заградена с крепостна стена.
След като получава право на самоуправление, в града започва да се развива по-сериозно и търговската дейност, която дотогава отстъпва на селското стопанство, риболова и занаятите като средство за препитание на местните. За това допринасят и тесните връзки, които Камен поддържа с Ханзата през XIV век.
По време на Тридесетгодишната война (1618 – 1648) Камен е опожарен от отстъпващи императорски войски а в 1630 г. е превзет от шведите. През 1637 г. умира без мъжки наследник последния померански херцог Богуслав XIV, което води до разделянето на Померания между Швеция и Бранденбург-Прусия през 1648 г. с клауза във Вестфалския мирен договор. Камен попада в шведската част, но в 1679 г. е присъединен към Бранденбург-Прусия (Кралство Прусия от 1701 г., Германска империя от 1871 г.).
Изграждането на пристанище в близкия град Швиноуйшче през XVIII век се отразява негативно на икономическото развитие на Камен.
През XIX век основно препитание на населението са занаятчийството и селското стопанство като развитието на града е бавно, което подтиква част от жителите му да имигрират. Същевременно транспортните връзки се подобряват значително. През 1842 г. е открита корабна връзка между Камен и Шчечин а в следващите години са изградени нови пътища до Тшебятов, Грифице и Новогард. В 1892 г. е отворена железопътната линия до Шчечин.
Най-голям принос за развитието на Камен допринасят откритите през 1876 г. минерални извори. Градът постепенно се превръща в балнеоложки център.
На 5/6 март 1945 г. в Камен влиза Червената армия. С решение на Потсдамската конференция (17 юли – 2 август 1945), организирана след края на Втората световна война, градът е включен в даржавните граници на Полша, германското население е изселено и са заселени поляци.
В резултата на войната градът е в руини и възстановяването му продължава три десетилетия. На 7 септември 1959 г. е обявен за балнеоложки център.
В ново време икономиката на града залага на туризма, балнеолечението, промишлеността, селското стопанство и риболова. През 2005 г. Катедралният комплекс е обявен за „исторически паметник“.

## Население

### Развитие на населението
| Година | Брой  |
| ------ | ----- |
| 1740   | 1022  |
| 1782   | 1914  |
| 1791   | 1838, |
| 1794   | 1870  |
| 1812   | 1969  |
| 1816   | 1965  |
| 1831   | 2886  |
| 1843   | 3486  |
| 1852   | 4736  |
| 1861   | 5178  |
| 1900   | 5911  |
| 1905   | 6000  |
| 1925   | 5660  |
| 1939   | 6070  |
| 2009   | 9124  |

## Забележителности
- Забележителности в Камен Поморски
- „Баутор“, 36-метра висока късноготическа порта на замък
- Старото кметство (построено през 1350 г.) с вход от източната страна. Фронтонът от тази страна е изграден през XV век. Отзад вдясно – Каменският залив
- Старото кметство, задна страна. Фронтонът от западната страна е изграден в края на XVI век. Отзад вляво – Каменският залив
- Фахверкхаус на пазарния площад
- Епископският дворец в Камен Поморски, построена около 1300 г., престроен в ренесансов стил през 1568 г.

- Кметството: Късноготическа сграда разположена в средата на пазарния площад. Построена е в края на XIII – началото на XIV век. През 1969 г. е реставрирана, като и е върнат първоначалния готически вид.[23]
- Стар дом: Сградата е построена в началото на XVIII век. Градежът е чрез гредова конструкция (фахверк).[24] Разположена е на главния площад срещу кметството.
- Волинската порта и Пястовската кула: Късноготическа порта с кула от XIV век. През 2001 г. в нея е настанен музея на Камен Поморски.[25]
- Епископският дворец: Сградата се намира до катедралата и е построена през XIV век. Тя е служила като седалище на епископската курия на Каменската епархия, редом с построения епископски замък през 1385 г. През 1568 г. Херцог Йохан Фридрих престроява сградата в ренесансов стил. По-късно е разрушена. Използвана е като католически културен център и исторически музей на региона, преди тези институции да бъдат преместени в нова сграда.[26]
- Църква „Св. Николай“: Църквата е построена през XIV век, на мястото на поранен малък параклис към болница. Разположена е извън крепостните стени на стария град. Градежът е от тухли и малки камъни.[27]

## Личности

### Родени в Камен Поморски
- Йохан Хиеронимус Щауде (1615 – 1663), немски ориенталист и университетски преподавател
- Албрехт Имануел Дрийзентал (1724 – 1781), немски евангелистки теолог
- Адолф Ашер (1800 – 1853), немски търговец на книги, антиквар, издадел и библиограф
- Карл Вилхелм Емил Квант (1835 – 1911), немски евангелистки пастор
- Йоханес Майнхолд (1861 – 1937), немски теолог
- Карл Бернхард Бамлер (1865 – 1926), немски метеоролог, учител и пионер на пътуването с балон
- Едвин Ренатус Хазенйегер (1888 – 1972), немски комунален политик
- Гюнтер Шпилмайер (* 1925), немски юрист, съдия в социалния съд на републиката
- Клаусюрген Вусо (1929 – 2007), немски актьор
- Уве Йонсон (1934 – 1984), немски писател
- Мартин Вайер (* 1938), немски органист и музиколог
- Ерланд Ердман (* 1944), немски медик

### Работили и творили в Камен Поморски
- Вартислав I (около 1100 – преди 1148), княз на Померания
- Ото от Бамберг (около 1060 – 1139), германски духовник, пристига в Камен Поморски през 1124 г. начело на християнизаторска мисия.
- Евалд Георг фон Клайст (1700 – 1748), открива през 1745 г. Лайденската стъкленица
- Ернст фон Кьолер (1841 – 1928), от 1868 – 1887 депутат от община Камин ин Померн

## Градове партньори
Към 6 януари 2017 г. Камен Поморски има договори за партьорство с градовете Брумьола в Швеция, Ковари в Полша, Порвоо във Финландия и германските градове Люнен и Торгело.